# Aurelio Romeo
Aurelio Romeo (Reggio Calabria, 23 marzo 1923 – Roma, 30 gennaio 2017) è stato un chimico italiano, il primo che studiò l'acido ialuronico da cui sintetizzò derivati reticolati ed esteri che tuttora hanno un grande uso in chirurgia, ingegneria dei tessuti, medicina rigenerativa e cosmetica.

## Biografia
Il bisnonno materno, Nicola Zanichelli, era stato il fondatore della omonima casa editrice.
Laureato in Chimica nel 1947 ed in Farmacia nel 1948 a Roma presso l'Università La Sapienza. Si è sposato con Gabriella De Carli  (Verona 25 giugno 1922- Roma 26 febbraio 1989) da cui ha avuto quattro figli, Elena, Francesco, Paola, Sergio. Rimasto vedovo si è risposato con la collega Annamaria Maione (Padova 26 dicembre 1943).

## Ruoli Accademici
Appena laureato si trasferì presso l'Istituto di Chimica Organica del Politecnico di Zurigo. 
Nel 1957 è stato professore ordinario di Chimica farmaceutica e tossicologia all'Università di Bari. Dal 1958 al 1960 fu all'Università di Urbino professore ordinario di Chimica Farmaceutica e Tossicologia. È stato chiamato a ricoprire lo stesso ruolo presso l'Università di Genova nel 1961.
Dal 1962 in poi è stato professore ordinario di Chimica Farmaceutica e Tossicologia presso l'Università La Sapienza di Roma. 
Sempre nell'ambito universitario, fu preside di Facoltà presso la Facoltà di Farmacia dell'Università di Urbino (dal 1958 al 1960) e presso la facoltà di Farmacia dell'Università di Roma, La Sapienza (dal 1976 al 1981). 
Fu direttore del Centro di studio per la chimica del farmaco del Consiglio Nazionale delle Ricerche (CNR) nel 1969.
Dal 1964 al 1984 ha svolto attività di esperto presso la farmacopea europea a Strasburgo.

## Contributi scientifici
Tra le sue molte ricerche si annoverano quelle nell'ambito dei composti steroidei, degli enzimi idrolasici e degli oligopeptidi.
Ha affrontato inoltre gli sfingolipidi ed i polisaccaridi acidi e nel corso degli anni '80 fu il primo ricercatore a studiare la chimica dell'acido ialuronico per lo sviluppo di derivati esteri e cross-link. I brevetti sui derivati dell'acido ialuronico permetteranno l'introduzione in chirurgia ed in cosmetica di diversi prodotti ancora oggi largamente utilizzati.
Successivamente si è interessato al settore alimentare sviluppando nuovi processi per l'ottenimento di prodotti innovativi ad alto contenuto di licopene.

## Onorificenze
Nel 1975 fu insignito dal Presidente della Repubblica della medaglia ai benemeriti della scuola, della cultura e dell'arte.